# Егермейстер
Егермейстер (нем. Jägermeister, от Jäger — егерь, и Meister — начальник, дословно — главный егерь) — придворные чин и должность, начальник егерей, играл важную роль в организации и проведении придворных охот. Обычно дворянин.

## История
В Российской империи с 1728 года — должность, не имевшая статуса чина; с 1773 года — придворный чин 3-го класса табели о рангах; с начала XIX века — часть почётного придворного звания, обозначавшегося не имевшей реального смысла формулировкой «в должности егермейстера» (такая формулировка не означала присвоения чина егермейстера). Первым таким придворным званием не ранее 1813 года был пожалован барон Пётр Иванович Альбедиль.
Обер-егермейстер — придворный чин второго класса табели, соответствовал чину полного генерала.